# Денни, Дорин
Дорин Денни (англ. Doreen Denny; 28 января 1941 года Великобритания) — фигуристка из Великобритании, двукратная чемпионка мира 1959—1960 годов, трёхкратная чемпионка Европы 1959—1961 годов, трёхкратная чемпионка Великобритании 1959—1961 годов в танцах на льду. Выступала в паре с Кортни Джонс.

## Карьера
В юношеском возрасте она стала новой партнёршей Кортни Джонса, сменив завершившую карьеру Джуну Маркхам. С ним они не проиграли ни одного официального старта. Пара планировала защитить свой титул в 1961 году, но из-за трагедии в авиакатастрофе американской сборной чемпионат был отменён. В знак траура пара приняла решение завершить свою карьеру.

## Спортивные достижения
(с  Кортни Джонс)
| Соревнования/Сезоны       | 1959 | 1960 | 1961 |
| ------------------------- | ---- | ---- | ---- |
| Чемпионаты мира           | 1    | 1    |      |
| Чемпионаты Европы         | 1    | 1    | 1    |
| Чемпионаты Великобритании | 1    | 1    | 1    |

## Личная жизнь
Дорис Денни первым браком была замужем (1960 год) за итальянским танцором-фигуристом Джанфранко Канепой, она переехала жить в Италию, где работала тренером. После развода Дорис перебралась в США, где работала также тренером в Колорадо-Спрингс. Там она снова вышла замуж и родила дочь Дебору. Ставшую впоследствии журналистом.